# Eduard Knoll
Eduard Knoll (12. prosince 1839, Karlovy Vary – 24. listopadu 1890, Karlovy Vary), byl rakouský a český právník a politik německé národnosti, v 2. polovině 19. století poslanec Českého zemského sněmu a starosta Karlových Varů.

## Biografie
Profesí byl právník. Absolvoval gymnázium a Karlo-Ferdinandovu univerzitu v Praze. Byl přítelem pražského advokáta a politika Adolfa Marii Pinkase. Po dokončení vysoké školy žil jako majitel realit v Karlových Varech. Zapojil se do místního veřejného života.
V období let 1877–1890 byl starostou Karlových Varů. Za jeho působení došlo k stavebnímu rozvoji města a rozmachu lázeňské péče. Ve městě bylo postaveno městské divadlo a založen městský park. Knoll rovněž zasedal v okresním výboru karlovarského okresu a ve vedení městské spořitelny. Velký rozvoj prodělaly také lesoparkové areály v okolí města.
V 70. letech 19. století se zapojil i do zemské politiky. V doplňovacích volbách roku 1874 byl zvolen na Český zemský sněm za městskou kurii (obvod Karlovy Vary – Jáchymov). Mandát obhájil za týž obvod ve volbách roku 1878. Patřil mezi německé liberály (takzvaná Ústavní strana, liberálně a centralisticky orientovaná, odmítající federalistické aspirace neněmeckých etnik, později Německá pokroková strana).
V posledních letech před smrtí již se jeho zdravotní stav zhoršoval. Zemřel za dramatických okolností v listopadu 1890, kdy v Karlových Varech vrcholila katastrofální povodeň. Coby čestný náčelník městského hasičského sboru se sám podílel na záchranných pracích. Před jeho očima rozvodněná řeka Teplá strhla jednoho místního občana. Knoll pod tlakem událostí dostal záchvat mrtvice, kterému na místě podlehl. Podle jiného zdroje mu puklo srdce.

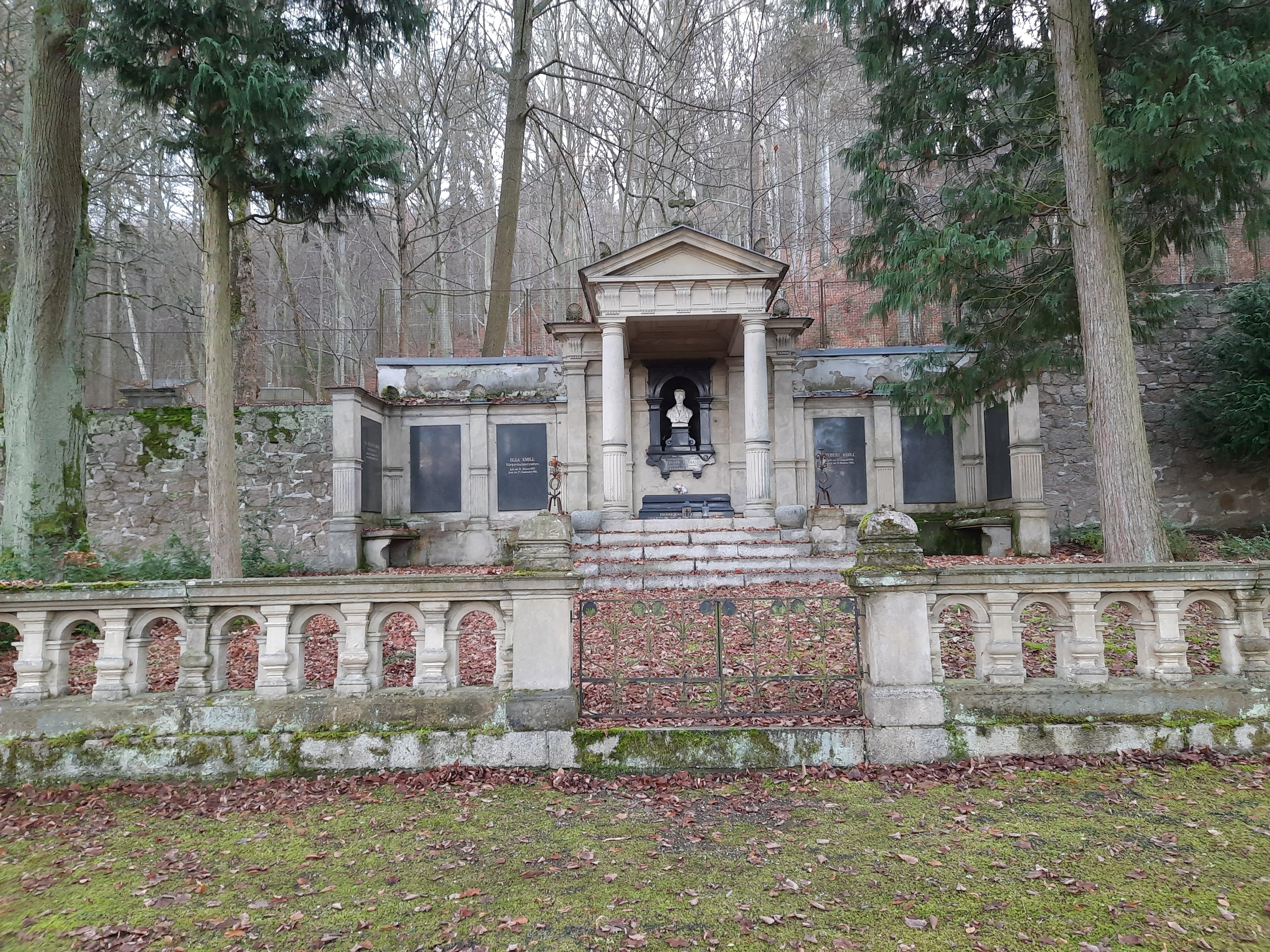
Hrobka Eduarda Knolla na Ústředním hřbitově v Karlových Varech

Pohřben byl v rozsáhlé rodinné hrobce na Ústředním hřbitově v Karlových Varech, ozdobené jeho bustou.